# Chaziel

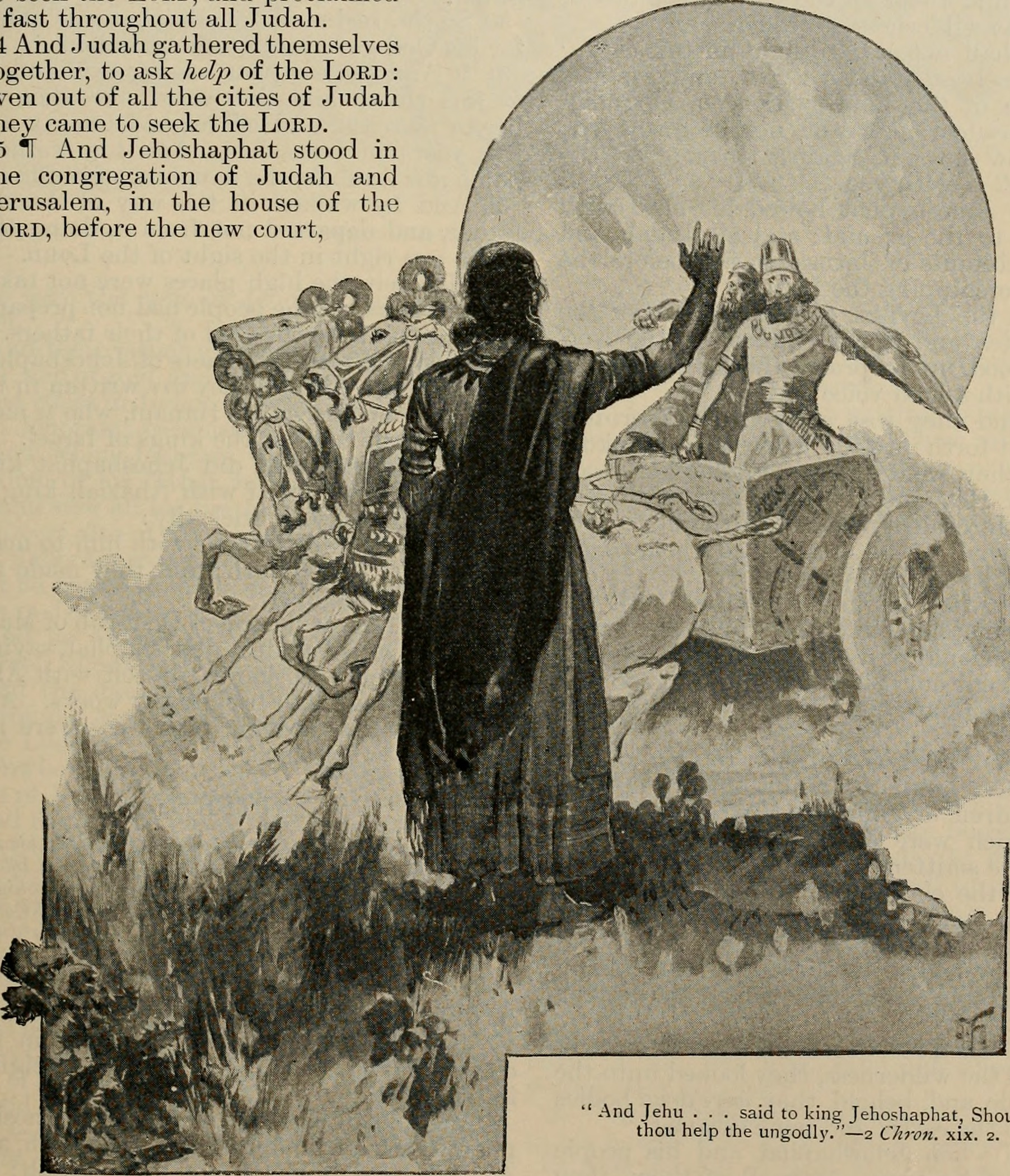
Boekillustratie uit 1896

Chaziel of Jachaziël de Leviet is een profeet in de Hebreeuwse Bijbel.
Het is de naam van vijf personen die genoemd worden in het Oude Testament. De naam betekent "God ziet". Vier van de vijf personen met deze naam worden slechts genoemd in een lijst met priesters of krijgsheren, zonder dat er verder iets over hen wordt verteld. Slechts van een persoon, een Leviet, wordt in het Bijbelboek 2 Kronieken hoofdstuk 20 verteld dat hij een goddelijke boodschap doorgaf aan koning Josafat en zijn volk. 
Dat verhaal speelt in een tijd dat de Moabieten, Ammonieten en Edomieten een gezamenlijke aanval op het koninkrijk Juda en Jeruzalem hadden beraamd. Koning Josafat kondigde voor het hele volk een vastendag af en vroeg in een gebed, in aanwezigheid van een grote groep volksgenoten, om hulp van God. 
Vervolgens wordt beschreven dat Jachaziël, die in de menigte aanwezig was, "werd gegrepen door de geest van de Heer". Daarna bracht hij de ontvangen boodschap over aan Josafat en het aanwezige volk, betreffende de door hen te volgen handelwijze zodat ze niet verslagen zouden worden.
De volgende dag voerde Josafat zijn volk aan op weg naar het strijdtoneel. Volgens de beschrijving in Kronieken liet hij zangers voorop gaan die lofliederen zongen. De vijandige coalitiegenoten zouden daarna in verwarring elkaar hebben aangevallen. Josafat kon met zijn volk terugkeren naar Jeruzalem waarna het koninkrijk Juda geruime tijd in vrede kon leven.